# 收費道路

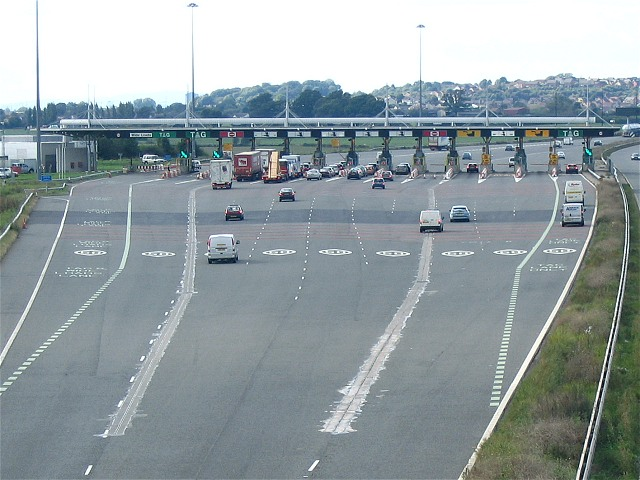
英國威爾斯M4公路往英格蘭的收費道路，現已取消收費

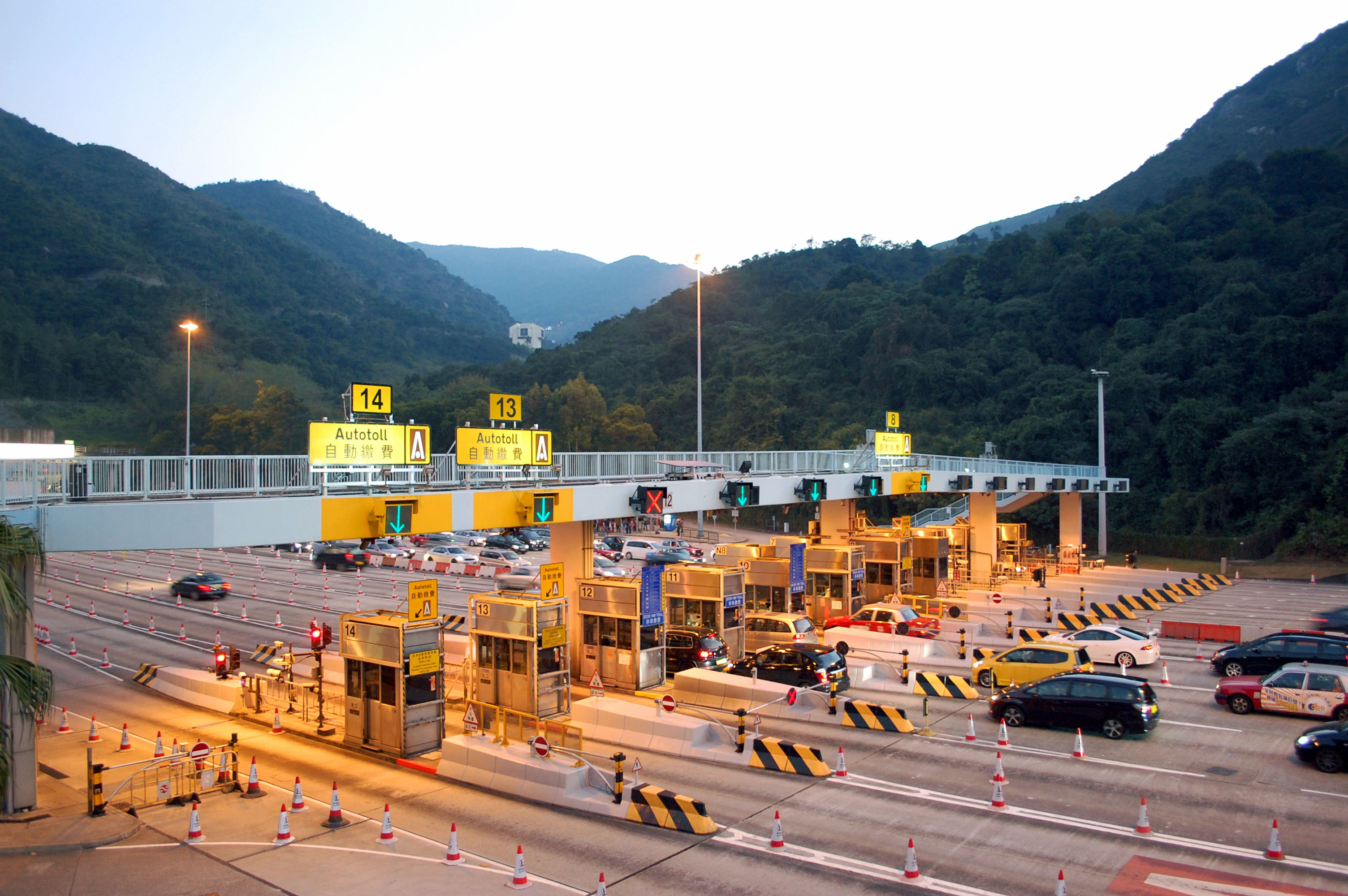
香港1號幹線往沙田方向的收費道路

收費道路是對使用者收取服務費的公共或私人道路，為道路收費的模式之一，主要是為了彌補道路的建設與維護經費，等同一種公路的稅收。通常使用於高速公路、特大橋梁隧道等重要性較高的道路設施。
自古以来，收费公路以某种形式存在，对过往的旅行者，旅行车或骑马征收通行费；但随着汽车的兴起，它们的突出地位增加，和许多现代收费站专门收取汽车的费用。 收费金额通常因车辆类型，重量或车轴数量而异，货运卡车的收费率通常高于汽车。
通常在收费站，收费站，广场，车站，酒吧或大门收集通行费。 一些收费点是自主的，并且用户将钱存入机器中，一旦支付了正确的费用，该机器就打开门。 为了削减成本和减少时间延迟，许多通行费通过电子收费设备收集，该设备自动与收费付款人的转发器通信或使用自动车牌识别通过借记账户向司机收费。
对收费公路的批评包括停止和支付通行费所需的时间，以及收费站运营商的成本 - 在某些情况下高达收入的三分之一左右。 自动付费系统有助于最大限度地减少这两种情况。 其他人则反对在同一条道路上“两次”支付：燃油税和通行费。
除了收费公路之外，公共当局还使用收费桥和收费隧道来筹集资金以偿还建筑物的建造成本。 留出一些通行费来支付未来维护或改善基础设施的费用，或者由地方政府作为普通基金支付，而不是指定用于交通设施。 中央政府立法有时会限制或禁止这种做法。 此外，道路交通拥堵定价方案已在少数城市地区实施，作为运输需求管理工具，以减少交通拥堵和空气污染。

## 起源

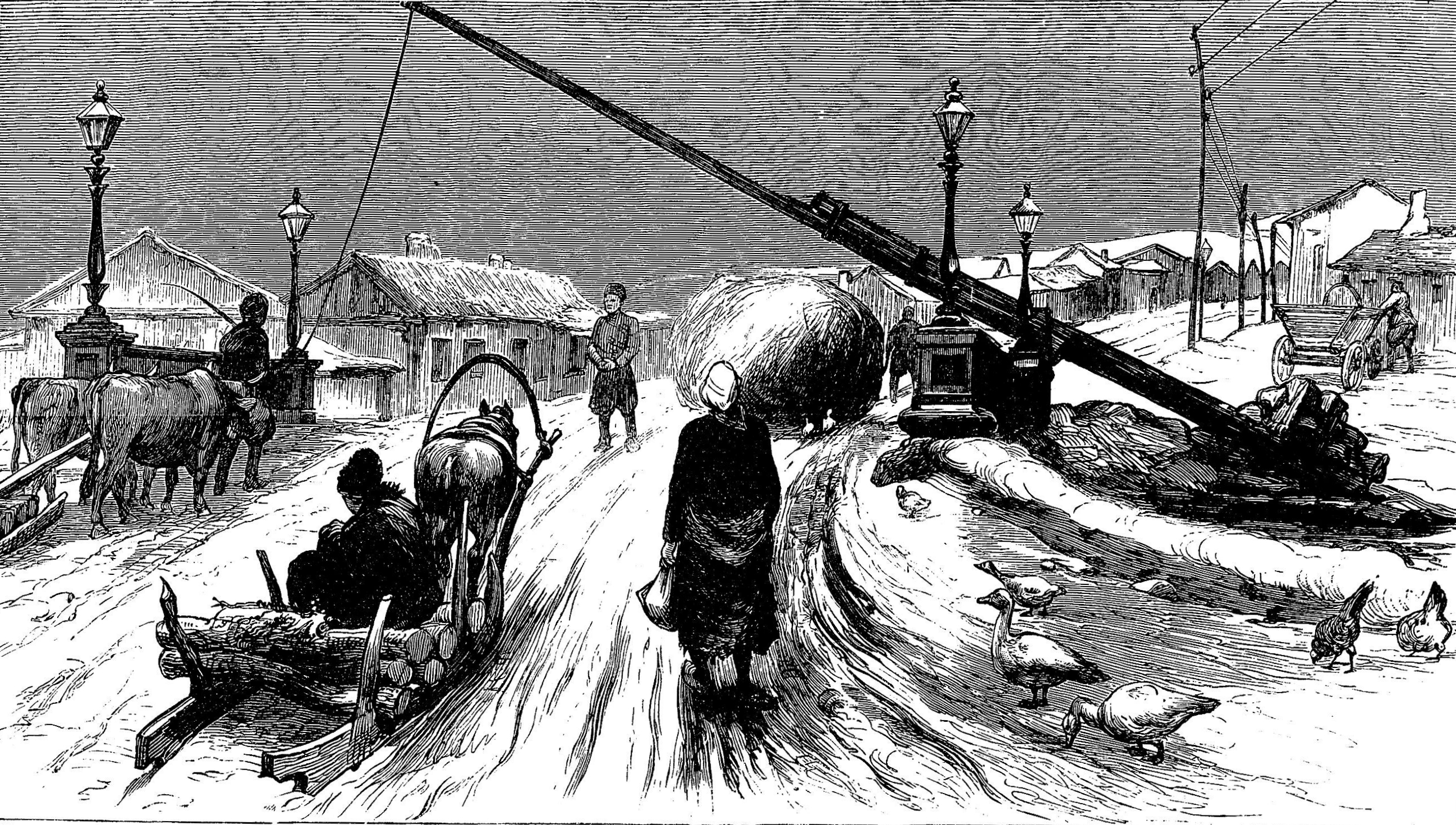
1877年罗马尼亚的道路收费栏

收费道路至少已有2,700年的历史。于公元前7世纪，在亚述巴尼拔政权统治下，使用苏萨－巴比伦公路的旅客就必须支付通行费。亚里士多德和普林尼曾提到阿拉伯和亚洲其他地区的道路收费。于公元前4世纪之前的印度，政事论提及使用过路费，而日耳曼部落亦向通过山口的旅客收取通行费。
许多欧洲现代的道路于中世纪时代已开始收费，以便回收建设和维修费用，主要是向当地居民以外的旅客增加税收的来源。在14世纪和15世纪，神圣罗马帝国亦使用了收费道路。

### 19世纪
欧洲的工业化需要对运输基础设施进行重大改进，其中包括许多新的或大幅改善的道路，由通行费提供资金。 英国的A5公路建成是为了在英国和爱尔兰之间提供强大的交通连接，每隔几英里就有一个收费站。

### 20世纪
在20世纪，欧洲引入了公路收费，用于建设高速公路网络和特定的交通基础设施，如桥梁和隧道。 意大利是1924年在米兰附近50公里（31英里）高速公路段收费高速公路收费的第一个欧洲国家。其次是希腊，这使得用户在1927年为其城市周围和城市之间的高速公路网络付费。 在20世纪50年代和60年代，法国，西班牙和葡萄牙开始在特许经营的帮助下开始建设高速公路，允许在没有巨额国家债务的情况下快速发展这种基础设施。 从那时起，大多数欧盟成员国都实行了公路收费。
在美国，在引入州际公路系统和向各州提供建设的大量联邦补助金之前，许多州通过由通行费收入支持的浮动债券建造了他们的第一条受控通道高速公路。从1940年的宾夕法尼亚州收费公路开始，然后是新泽西州（New Jersey Turnpike，1952年和Garden State Parkway，1954年），纽约州（纽约州高速公路，1954年），马萨诸塞州（马萨诸塞州收费公路，1957年）的类似道路，以及其他人，整个20世纪50年代的许多州建立了主要的收费公路。随着20世纪50年代后期州际公路系统的建立，美国的收费公路建设大幅放缓，因为联邦政府现在提供了大量资金来建设新的高速公路，并且规定要求这些州际高速公路免收通行费。根据祖父条款，许多较旧的收费公路被添加到州际公路系统中，允许在系统之前的收费公路上继续收费。其中一些如康涅狄格州收费公路和里士满 - 彼得堡收费公路后来取消了他们的收费，当初始债券被还清。然而，许多州将这些道路的收费作为一致的收入来源。
随着州际公路系统在20世纪80年代接近完工，各州再次开始建设收费公路，以提供新的受控通道高速公路，这些高速公路不属于最初的州际系统资金。 休斯顿的互连收费公路的外环线始于1983年，许多州在20世纪的最后二十年追随新的收费公路，包括奥兰多，佛罗里达，科罗拉多州的E-470和乔治亚州400号公路的收费公路系统。

### 21世纪
伦敦为了减少城市内的交通，于2003年制定了伦敦的拥堵费，有效地使城市中心的所有道路收费。
在美国，随着各州寻求在没有联邦资金的情况下建设新高速公路的方法，为持续的道路维护增加收入以及控制拥堵，新的收费公路建设在21世纪的前20年中显着增加。在电子收费系统的两项创新以及高占用率和快速车道收费的出现的推动下，美国许多地区在主要城市地区看到了大型道路建设项目。电子收费系统于20世纪80年代首次推出，通过从道路上移除收费员来降低运营成本。通过高速公路的某些车道被指定为“仅限收费”的收费快车通过允许驾驶员通过支付通行费来绕过交通拥堵来允许免费使用的高速公路收入来增加收入。与许多州系统兼容的电子道路收费系统是美国最大的ETC系统，用于完全收费的高速公路和收费快速通道。马里兰州200号公路和北卡罗来纳州的Triangle高速公路是第一条没有收费站的收费公路，司机通过ETC或光学车牌识别收费，并通过邮件收费。

## 類型

### 开放式、封闭式和免停车收费系统

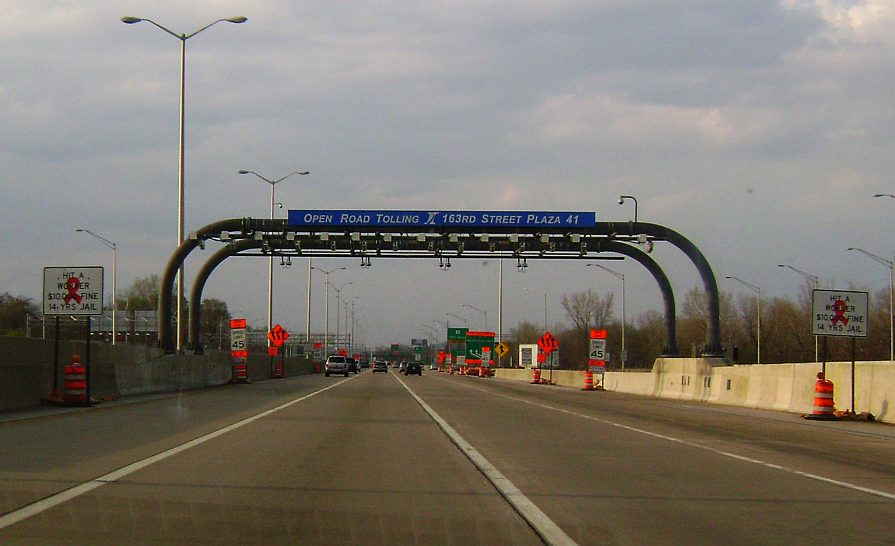
美国伊利诺伊州公路当中使用的免停车收费系统。

收费道路一般采用这两种收费类型：开放式收费系统（英語：open toll system）和封闭式收费系统（英語：closed toll system）。
开放式收费系统是在公路当中设置闸门收取定额通行费的。如果一条公路够长，就会设置多个收费点。其优点是每个收费站收取的费用固定，易于计费，同时不必在每条公路的出入口设置闸门。这一种系统的最大问题是没有依照实际使用距离收取费用，对于道路使用者可能比较不公平。
封闭式收费系统是根据公路入口和出口距离决定收费金额。车辆在进入公路时领取通行卡，离开公路之前再交卡付费。这种系统的最大好处是对于公路使用者体验了“走多远，付多少”的公平原则。而其缺点则是在都市地带容易造成进出匝道的交通阻塞。

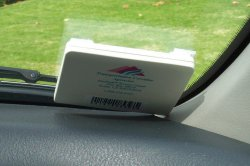
免停车收费系统使用RFID非接触式感应器（如图）以电子方式支付过路费。

目前比较先进的公路收费类型是使用电子道路收费系统或免停车收费系统（英語：open road toll system）。该系统利用无线通信技术，例如以射频识别（RFID）检测经过的车辆以计费。使用该系统的车辆不需停等缴费，可直接驶过收費区，但其车辆挡风玻璃或车灯上必须安装射频识别卡，同时绑定其付款帐户。开放式或封闭式收费系统均可采用免停车收费系统，其优点是不必让车辆停下来即可达到收费的目的，以避免交通阻塞。

### 开放式，封闭式和开放式道路收费系统
存在三种收费公路系统：开放式（带主线屏障收费站）、关闭（进入/退出通行费）和开放的道路（没有收费站，只有在入口和出口处或在道路中间的战略位置的电子收费台架）。现代收费公路通常使用三者的组合：例如，宾夕法尼亚州收费公路和佛罗里达州的收费公路在不同的部分实施所有三个系统。
在开放式收费系统中，所有车辆都停在高速公路沿线的不同位置以支付通行费。 （这与“开放式公路收费”不同，没有车辆停下来支付通行费。）虽然这可以节省资金，因为不需要在每个出口处建造收费站，但在主干线的交通排队时可能会造成交通拥堵收费广场（收费站）。驾驶者也可以在一个收费站之后进入“开放式收费公路”并在下一个收费站之前离开，从而在收费公路上免费旅行。大多数开放式收费公路都有斜坡通行或部分通道连接，以防止这种做法，在美国称为“shunpiking”。
通过封闭式收费系统，车辆在进入高速公路时会收取高速路通行费。在某些情况下，票证显示退出时要支付的费用。退出时，驾驶员必须支付给定出口列出的金额。如果高速路收费票丢失，司机通常必须支付在该高速公路上旅行的最大金额。没有中间入口或出口的短收费公路可能在一端只有一个收费广场，驾驶员在任何一个方向上行驶，无论是在他们进入还是离开收费公路时都要支付固定费用。在封闭式收费系统的一种变型中，主线障碍物存在于收费公路的两个端点处，并且每个立交桥具有在出口或进入时支付的斜坡收费。在这种情况下，驾驶者在收费公路上支付固定费用，在收费公路尽头支付另一笔固定费用;不需要发票。此外，对于大多数系统，驾车者只能通过现金和/或更换支付通行费;不接受借记卡和信用卡。然而，一些收费公路可能有自动取款机的旅行广场，因此驾驶者可以停止和提取现金收费。
收费是根据收费公路上行驶的距离或所选的特定出口计算的。 例如，在美国，堪萨斯州收费公路，俄亥俄州收费公路，新泽西收费公路，宾夕法尼亚州收费公路，印第安纳州收费公路，纽约州高速公路以及佛罗里达州收费公路的大部分目前都在实施封闭系统。
美国RFID电子收费系统的第一次主要部署是1989年由Amtech公司在达拉斯北收费公路（见TollTag）。 达拉斯北收费公路上使用的Amtech RFID技术最初是在桑迪亚实验室开发的，用于标记和跟踪牲畜。 同年，Telepass有源转发器RFID系统在意大利推出。 美国几个州现在使用移动收费平台来促进通过智能手机使用付款。

## 批评
收费公路被批评为以各种方式效率低下，如：
要求车辆停车或减速（公路收费除外），手动收费浪费时间并提高车辆运营成本；
收款成本可以吸收高达收入的三分之一，而且收入被盗被认为相对容易；
如果收费道路比平行的“自由”道路更不拥挤，则收费造成的交通分流会增加道路系统的拥堵并降低其实用性；
通过跟踪车辆位置，可以有效地限制驾驶员的行动自由并且不受过度监视；
另外一些批评也针对收费公路：
收费公路是一种累退税收形式。也就是说，与传统的道路融资税相比，它们比穷人更有利于富裕的公民。
如果收费公路由私人实体拥有或管理，公民可能会因传统公共资金而整体亏损，因为收费系统的私人业主/运营商自然会寻求从道路中获利。
管理实体，无论是公共的还是私人的，在确定定价时可能无法正确计算整体社会成本，特别是对穷人的成本，从而可能伤害最需要的社会阶层。
在开车上班时必须使用收费公路的人可能需要每年支付相当多的费用，而居住在其他地方的同事则无需支付任何费用。

## 各國／各地区概況

### 美國

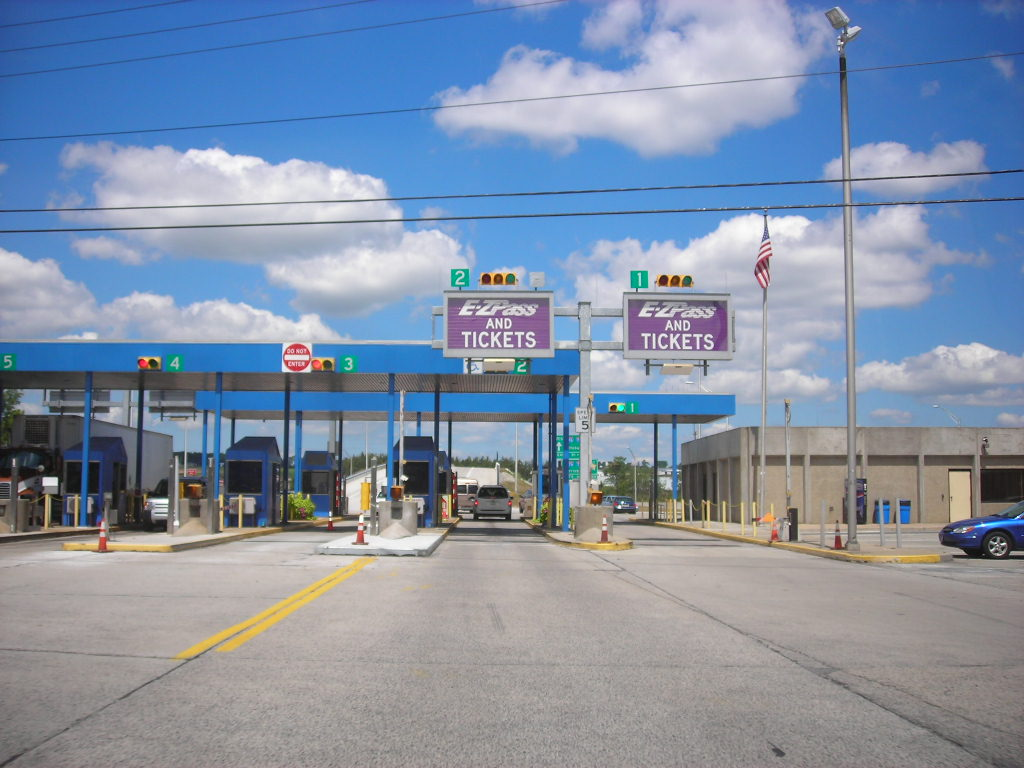
賓夕法尼亞州收費公路

美國高速公路基本上免通行費，但各州為了改善交通擁堵，在有些高速公路上設置收費車道
（Toll-road），若是獨立收費的封閉式道路，避免用路人混淆，則使用Expressway名稱而不使用Freeway。僅管美國公路法規，道路等級Expressway（快速道路）略低於Freeway，或存在高速公路與收費快速道路，有平交路口的快速道路等三種幹線系統，此時收費快速道路會另稱為Thruway，但也有快速道路上設有Toll-Free車道，以服務短途旅客或作為銜接其它高速公路之輔助車道，
並和加拿大一樣也引入了高使用率的收費車道（HOT車道），允許單人駕駛車輛在支付費用時使用HOV車道，費用根據需求而變化。

### 中華民國

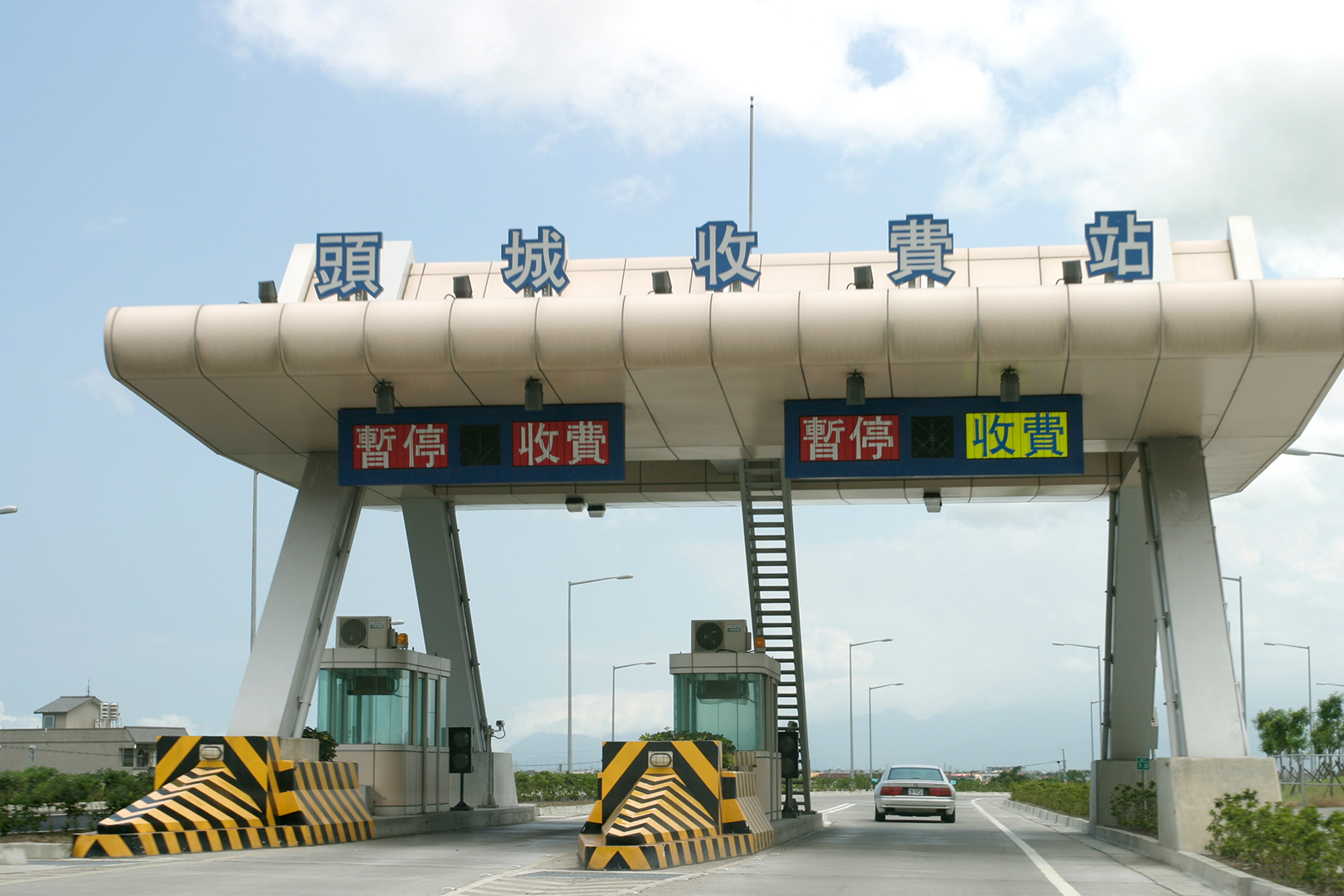
國道五號頭城收費站

中華民國的國道1號、國道3號、國道5號等3個主要南北向高速公路屬於收費道路，原以主線設置收費站計次收費，2013年12月30日起改以電子收費方式轉換為計程計費，使中華民國成為全世界第一個將高速公路全面以電子計程收費的國家，目前遠期規劃將所有高速公路路線改為收費道路。一般公路方面，台北市部分聯外橋樑與高雄港過港隧道原為收費道路，1990年代起已全面取消收費。
與美國相反，台灣快速道路不收通行費，國道高速公路則以門型架感應車輛實施電子收費。

### 香港

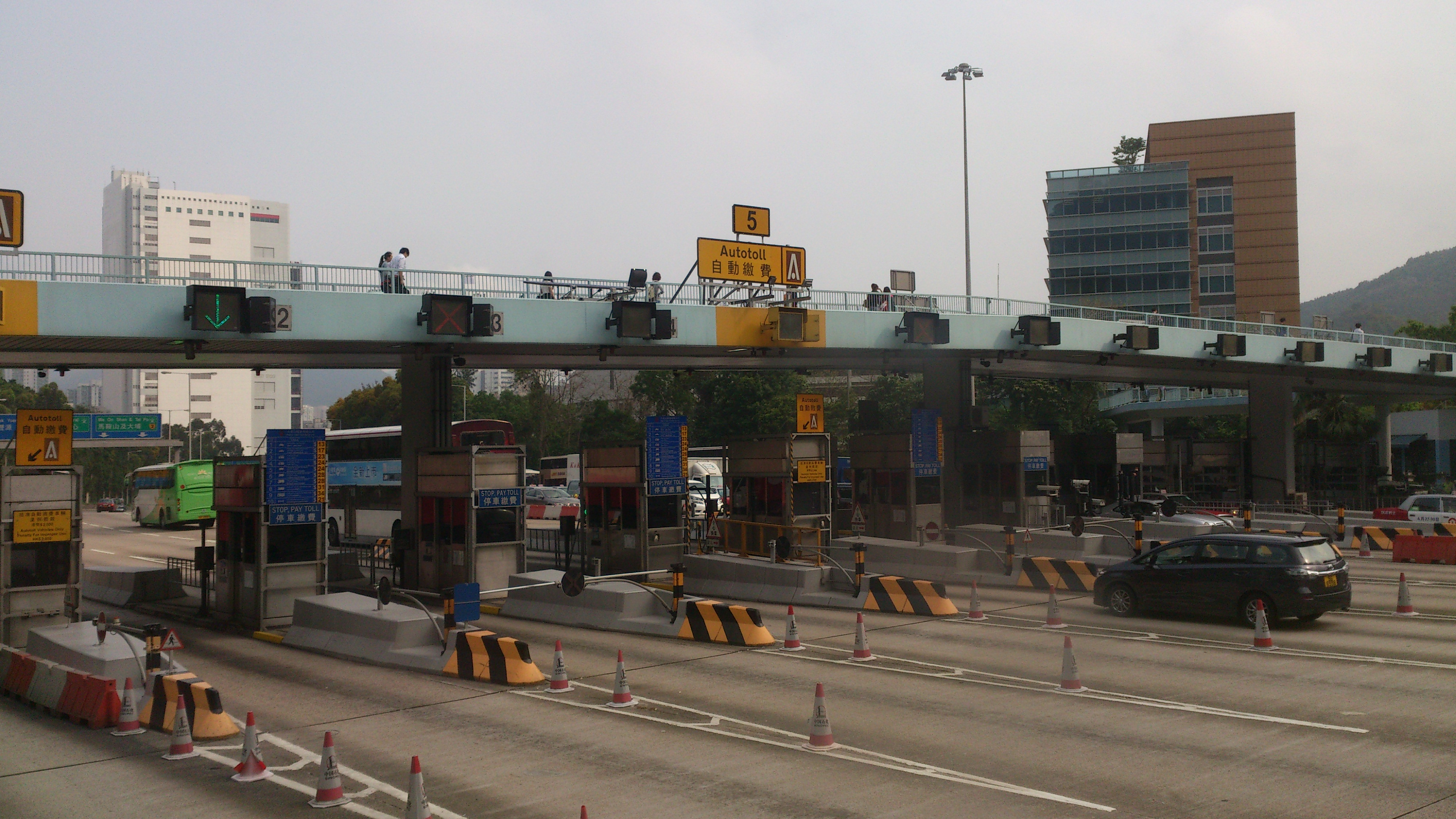
沙田小瀝源的收費亭

香港的快速公路並不收費，只有主要隧道收取通行費。

### 中華人民共和國

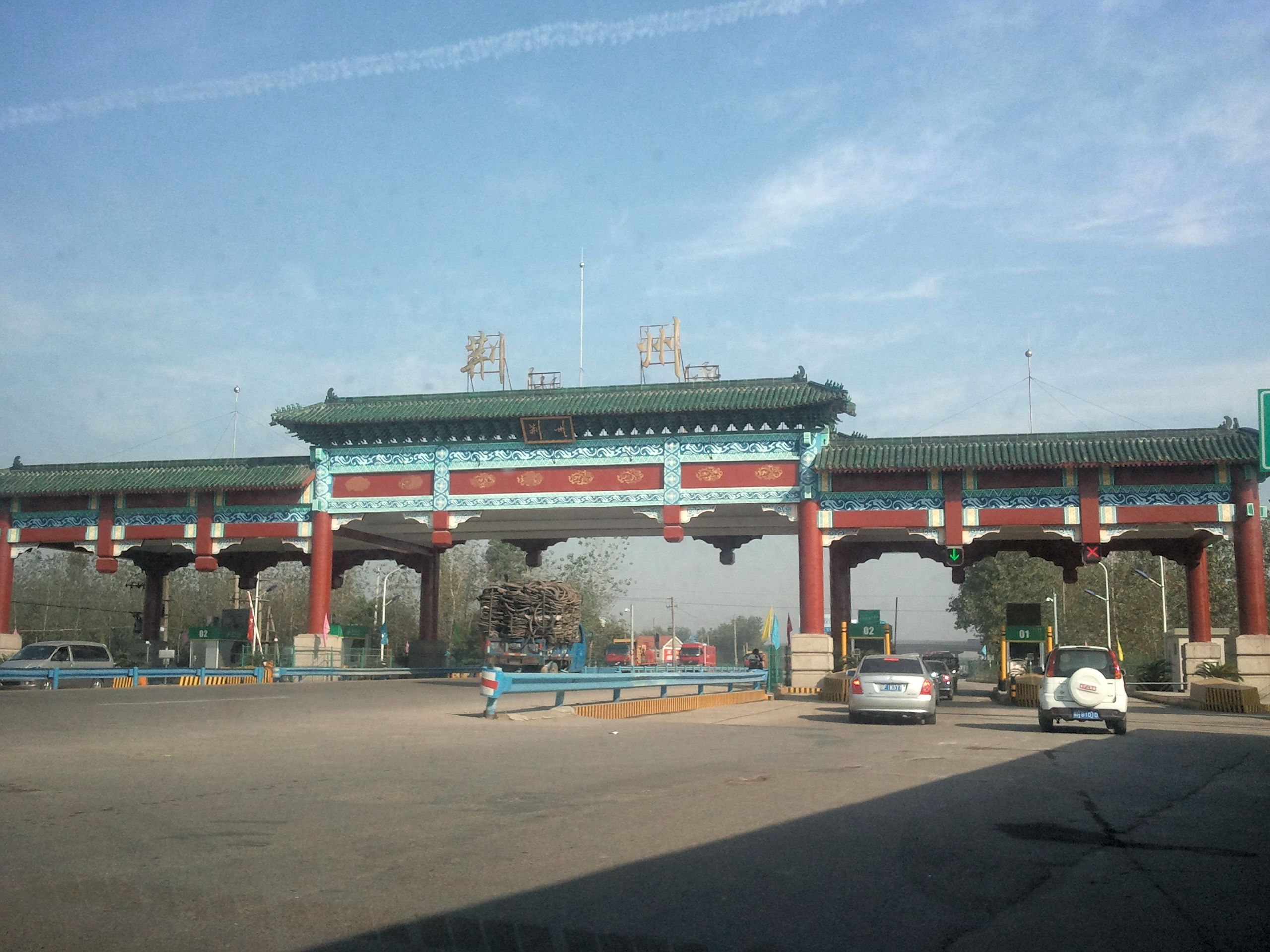
G50國道荊州段的收費公路

中華人民共和國的高速公路绝大部分属于收费道路（2014年底，收費高速公路里程達10.67萬公里，佔當時通車里程的95.31%），而其它道路也有少量是收费的，2014年的里程為一级公路2.34万公里，二级公路3.16万公里，独立桥梁隧道800公里。收费道路以往通常采用收费站方式来征收通行费，而免停车收费系统已逐渐普及和投入使用。
2014年度，全国收费公路通行费收入为3916.0亿元，其中，高速公路3549.4亿元，一级公路160.7亿元，二级公路76.3亿元，独立桥梁隧道129.5亿元。

### 日本

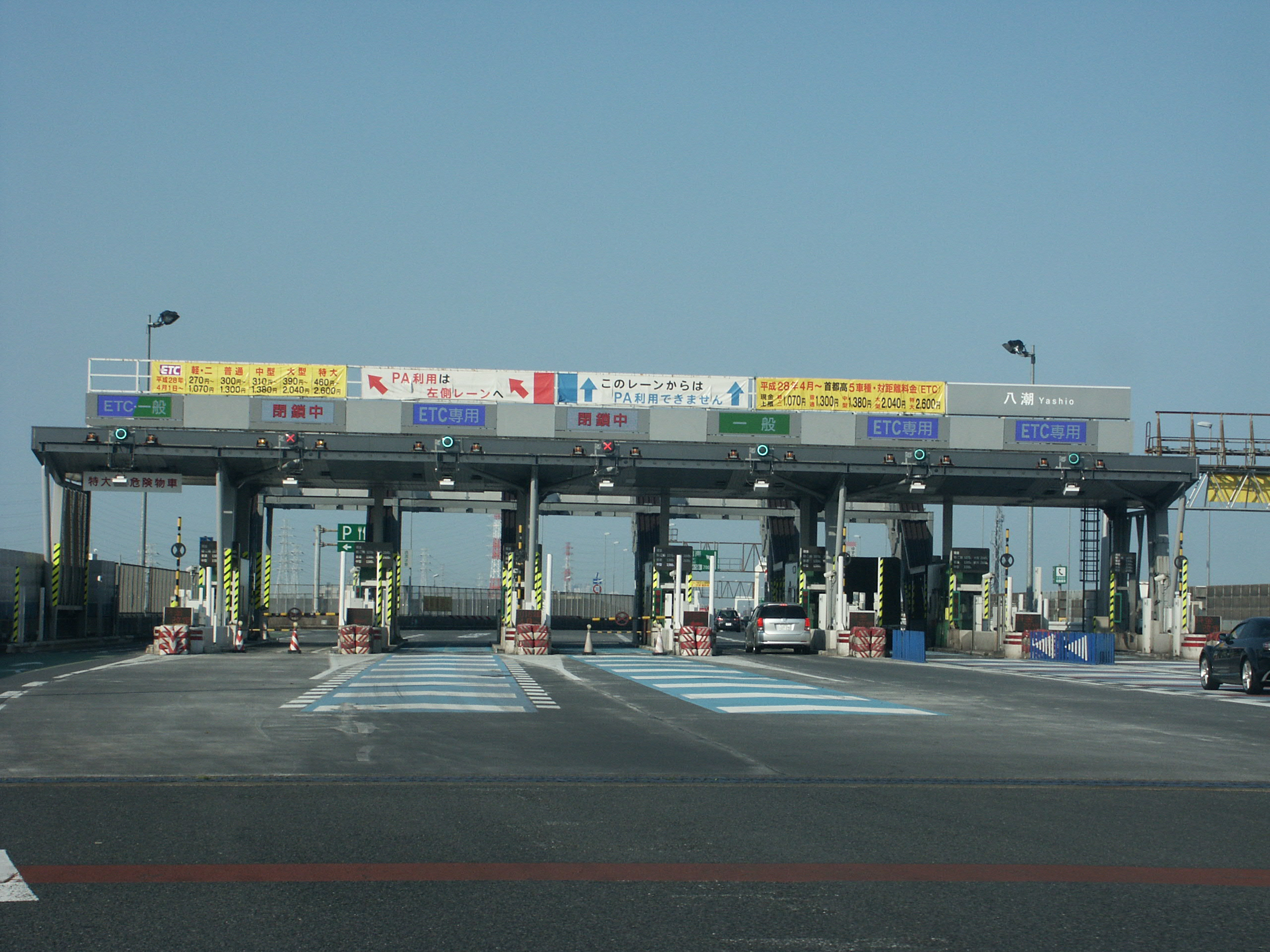
首都高速6號三鄉線往埼玉縣八潮市的收費道路

#### 收費道路種類與事業主体
根據道路法收費道路如下。
| 事業主體                                                             | 收費道路的種類                                  |
| -------------------------------------------------------------------- | ----------------------------------------------- |
| 東日本高速道路株式會社 中日本高速道路株式會社 西日本高速道路株式會社 | 高速自動車國道                                  |
| 東日本高速道路株式會社 中日本高速道路株式會社 西日本高速道路株式會社 | 一般有料道路 （一般國道、都道府縣道、指定市道） |
| 首都高速道路株式會社 阪神高速道路株式會社 指定都市高速道路公社       | 都市高速道路                                    |
| 本州四國連絡高速道路株式會社                                         | 本州四國連絡高速道路 （一般國道）               |
| 地方道路公社                                                         | 一般有料道路 （一般國道、都道府縣道、市町村道） |
| 地方公共團體                                                         | 一般有料道路 （都道府縣道、市町村道）           |
| 地方公共團體                                                         | 有料橋・有料渡船場 （都道府縣道、市町村道）     |

非根據道路法的收費道路：
- 道路運送法的一般自動車道（民間企業運營的收費私道）
- 森林組合法的林道
- 自然公園法的公園道
- 漁港漁場整備法的漁港道等。[6]